# Marcel Blatti

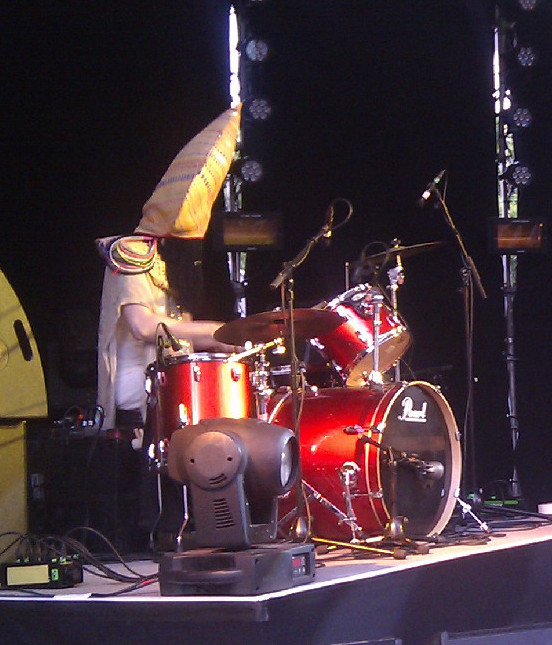
Blatti aka «Lleluja-Ha» (2013)

Marcel Blatti (* 1975 in der Schweiz) ist ein Schweizer Film- und Theaterkomponist sowie Schlagzeuger.

## Leben und Werk
Der in Berlin lebende Musiker ist der Kopf der Band «Sun Of Moon» Motor Music und bildet zusammen mit Joy Frempong das Duo «OY». Als Musiker tritt er unter dem Pseudonym «Lleluja-Ha» auf. Sein Bühnenkostüm mit der auffälligen Kopfmaske entwarf Victoria Behr.
Blatti studierte an der Musikhochschule Luzern. Seit den 1990er Jahren ist er als Schlagzeuger, Komponist und Arrangeur verschiedener Bands, darunter beispielsweise «Felka» und «Mãozinha», tätig und veröffentlichte mehrere Platten. 2004 gründete er zusammen mit Oliver Kuster das Elektro-Pop-Duo «Pola».
Für Leander Haußmanns 2005 erschienenen Kinofilm NVA komponierte und produzierte er die Musik. Für zahlreiche Inszenierungen Stefan Puchers, u. a. Die Orestie und Sturm, schrieb Blatti die Musik, ebenfalls für Simone Aughterlonys Performancestücke Performers on Trial (2005), Bare Back Lying (2006), Tonic (2008), The Best and Worst of Us (2008) und We need to talk (2011). 2014 komponierte Blatti für das Sinfonie-Orchester und die Big Band des Hessischen Rundfunks die Musik zum Tanzstück «Parade» des belgischen Choreographen Ives Thuwis-De Leeuw.

## Filmografie (Auswahl)
- 2005: NVA
- 2015: Nichts passiert